# Flagge von Queensland

Seitenverhältnis 1:2

Dienstflagge des Gouverneurs

Die Flagge von Queensland ist eine Variante der britischen Blue Ensign, mit dem Staatsabzeichen auf einer weißen Scheibe im Flugteil. Auf dem Abzeichen ist eine Reichskrone abgebildet, unterlegt mit einem hellblauen Malteserkreuz. Die Flagge wurde von William Hemmant, dem Kolonialsekretär und Schatzmeister von Queensland, entworfen und am 29. November 1876 eingeführt. Seither erfolgten einige Detailänderungen.

## Frühere Flaggen
Queensland hatte 1870 seine erste Flagge eingeführt. Es handelte sich um eine Blue Ensign mit einer blauen Scheibe im Flugteil, auf der das Porträtprofil von Königin Victoria abgebildet war. Die Scheibe war von einem weißen Ring umgeben, mit dem Wort „Queensland“ in Gold im oberen Teil des Rings. 1876 führte Queensland die neue Flagge ein, da das Kolonialabzeichen auf größeren Flaggen nur mit Problemen reproduziert werden konnte.
Die Darstellung der Reichskrone änderte sich über die Jahre hinweg, entsprechend den heraldischen Modeströmungen und den Wünschen der jeweiligen Monarchen. Während der Herrschaft von Königin Victoria wies die Krone leicht eingedrückte Bögen auf. Von 1901 bis 1952, während der Herrschaft von Eduard VII., Georg V., Eduard VIII. und Georg VI., waren diese stark nach oben gezogen. Über die Jahre hinweg änderte sich die Farbe des Malteserkreuzes von Dunkelblau zu Hellblau. Der genaue Farbton, der aus heraldischer Sicht von untergeordneter Bedeutung ist, war bei der Einführung der Flagge nicht festgelegt worden. Die aktuelle Darstellung der Königskrone im Staatsabzeichen stammt von 1953 (Krönung von Elisabeth II.) und basiert auf der Edwardskrone.